# Cerneți, Mehedinți
Cerneți este un sat în comuna Șimian din județul Mehedinți, Oltenia, România. Înainte de reîntemeierea orașului Severin, Cerneții au fost pentru mai multe secole centrul județului Mehedinți, aici aflându-se prăvălii de negustori și case ale boierilor mehedințeni (Glogovenii, Miculeștii, Tudor Vladimirescu etc.). După aceea Cerneții au decăzut repede, astfel că în momentul când N. Iorga vizita locul, fostul oraș era redus la o așezare  cu „căsuțe scunde”.

## Obiective turistice
- Cula Tudor Vladimirescu [2], din sec. XVIII, cu două nivele și un amplu foișor la nivelul de sus, cu coloane scunde și greoaie.
- Cula Nistor, din sec. XIX, înglobată în muzeul în aer liber din localitate.
- Mănăstirea Cerneți este o mănăstire de maici, actualmente având două viețuitoare. Construită în anul 1662 de Grigore Ghica voievod, cu transformări ulterioare între anii 1784 - 1794. Biserică fortificată, având un turn clopotniță masiv și înalt, ziduri groase și ferestre de tragere înguste, permițând apărarea din interior. Face parte din ansamblul fostei mănăstiri, din care se mai păstrează urme din ruinele chiliilor și zidului de incintă. Alături de Gura Motrului, Topolnița, Valea cu Apă, mănăstirea Cerneți a fost printre metocurile închinate mănăstirilor Tismana și Bistrița.
- Biserica „Sfântul Nicolae”
- Biserica „Sfântul Ioan Botezătorul”
- Biserica „Adormirea Maicii Domnului”

## Personalități
- Dimitrie Grecescu (1841-1910), botanist, medic, membru titular al Academiei Române.
- Alexandru Săvulescu (1847-1902), arhitect român, unii dintre primii reprezentanți de seamă ai școlii românești de arhitectură modernă.
- Ioan G. Bibicescu (1849-1924), publicist, om politic, economist, guvernator al Băncii Naționale a României.

## Imagini

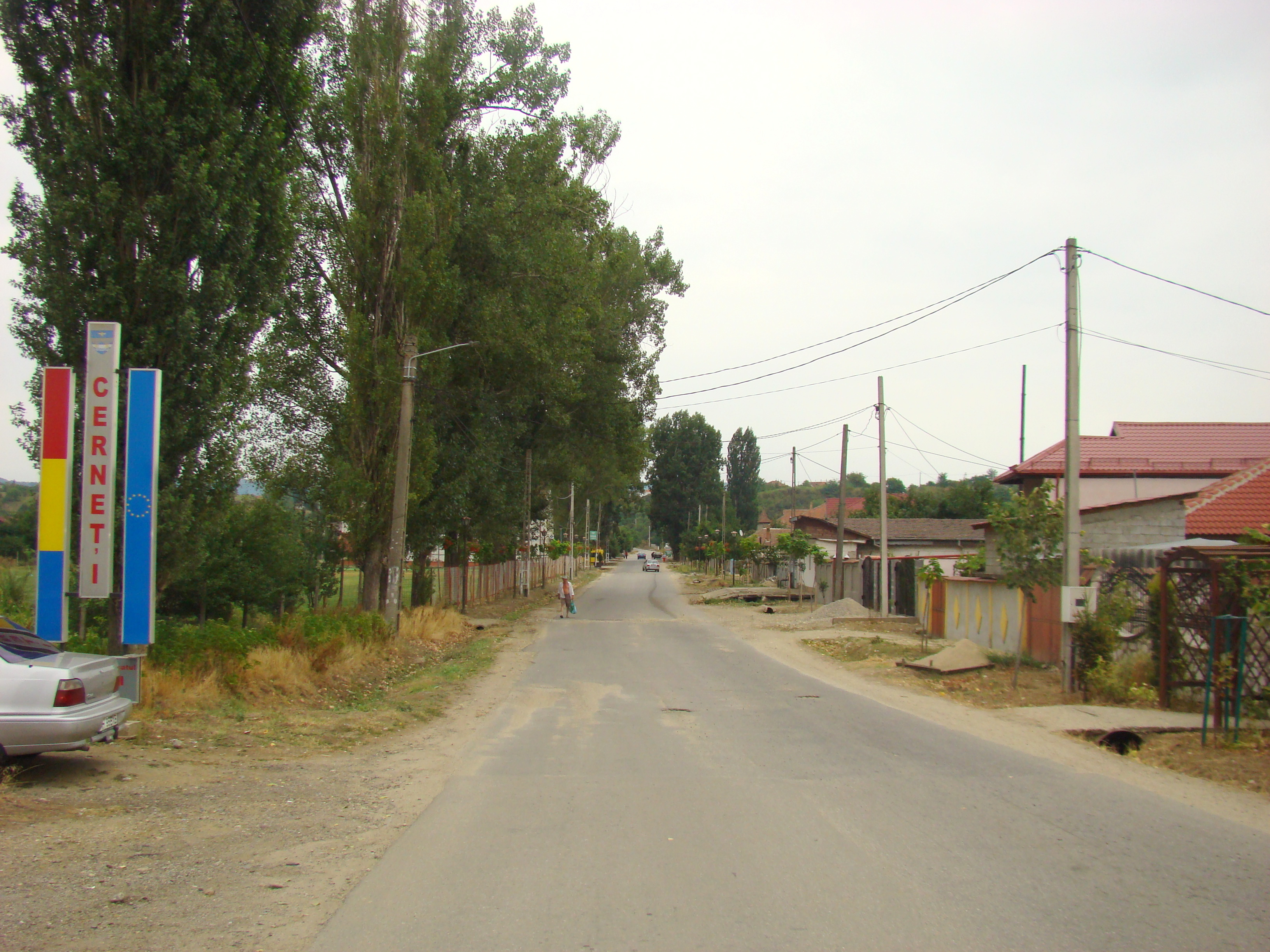
Intrarea în localitate
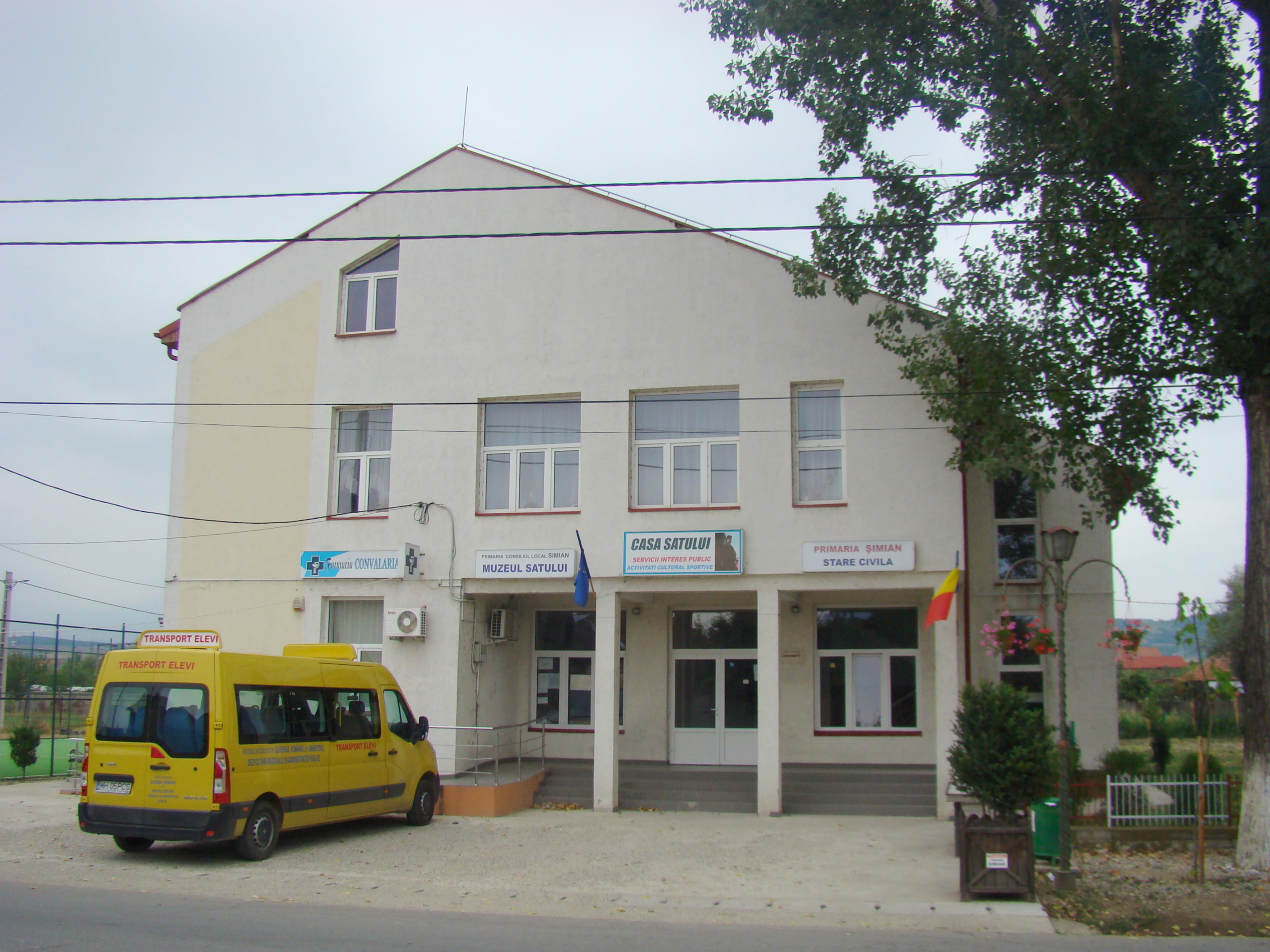
Muzeul satuluii
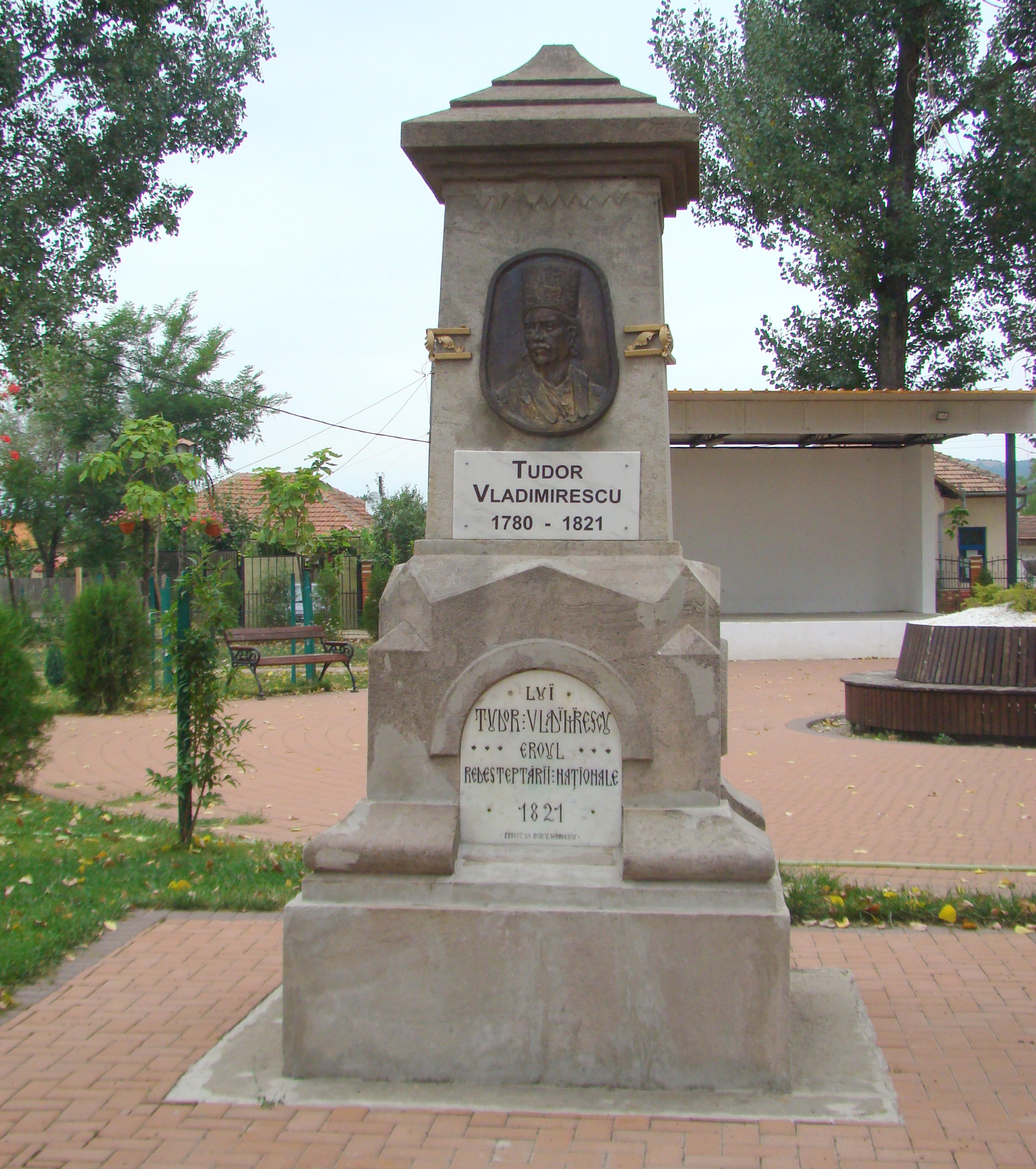
Monumentul lui Tudor Vladimirescu
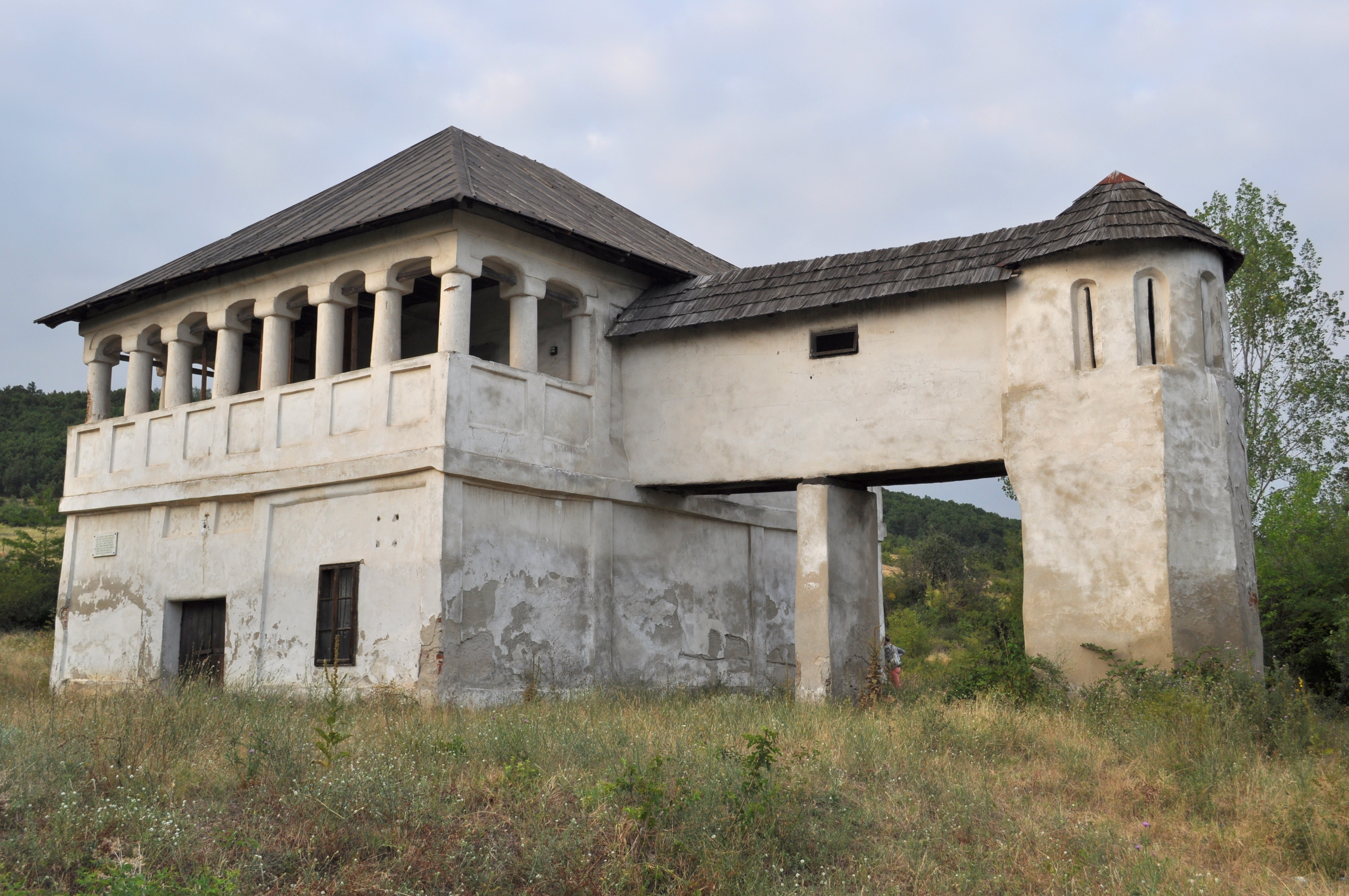
Cula Tudor Vladimirescu (monument istoric)
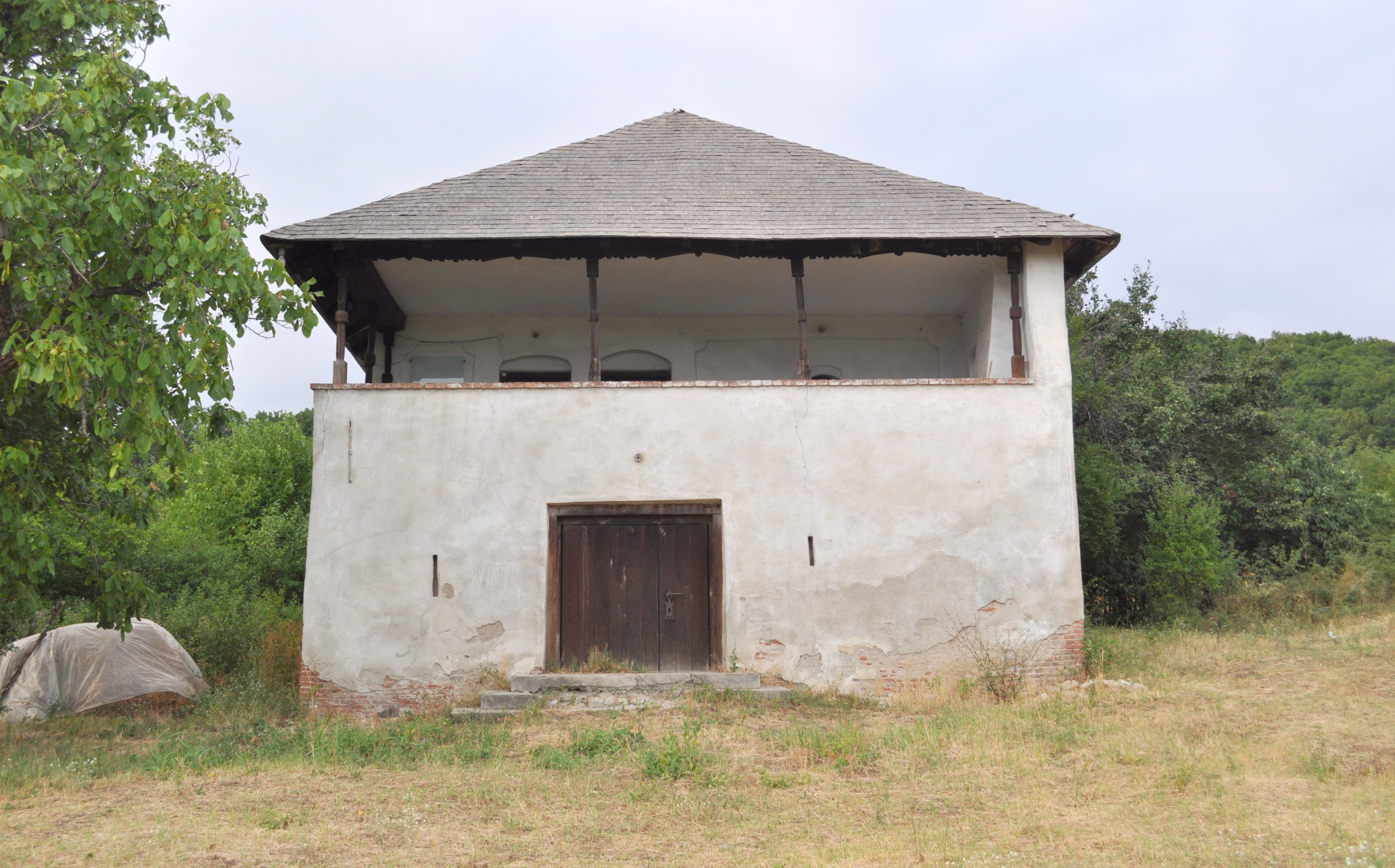
Cula Nistor (monument istoric)
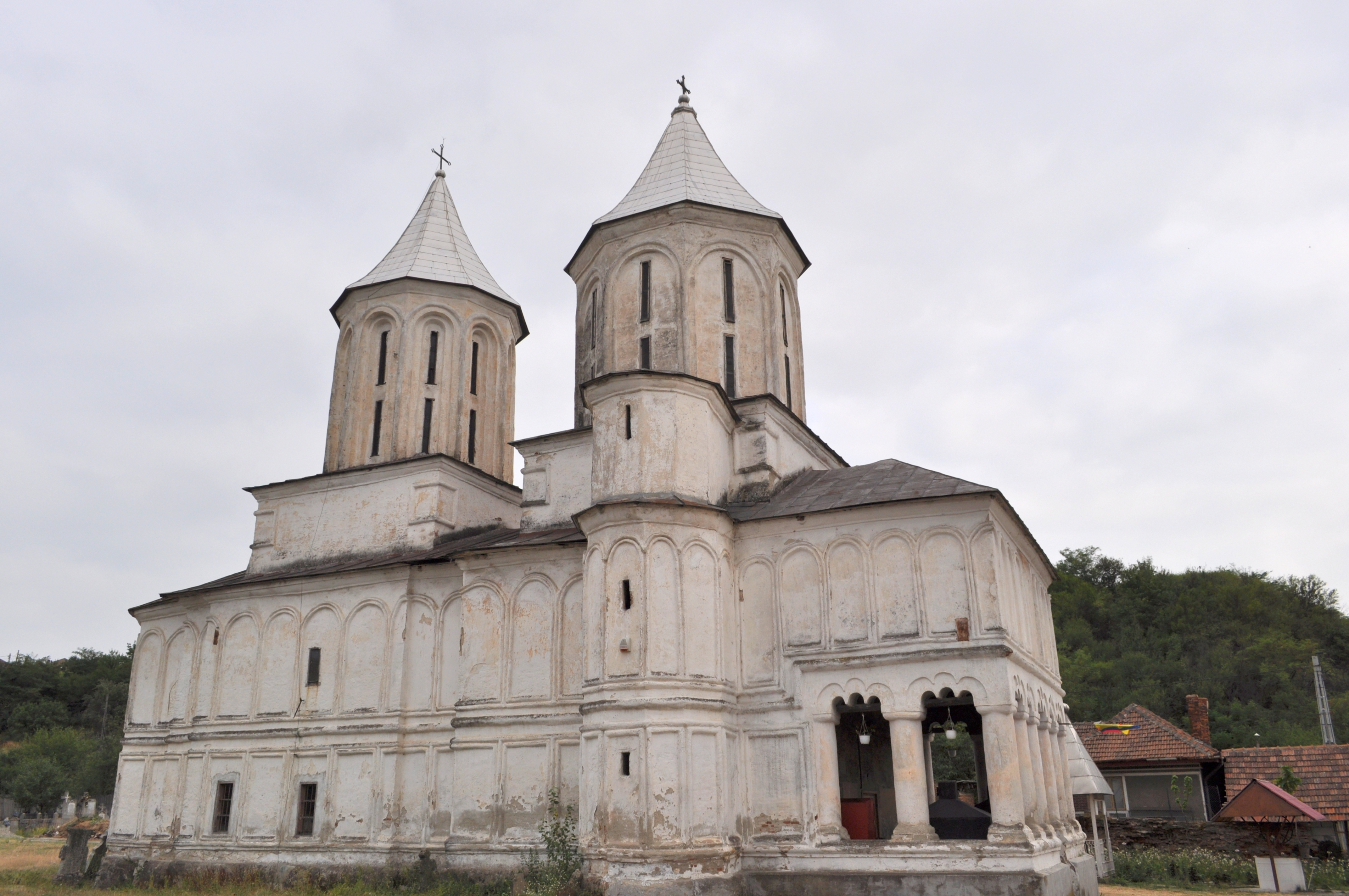
Biserica „Sfântul Ierarh Nicolae” (monument istoric)
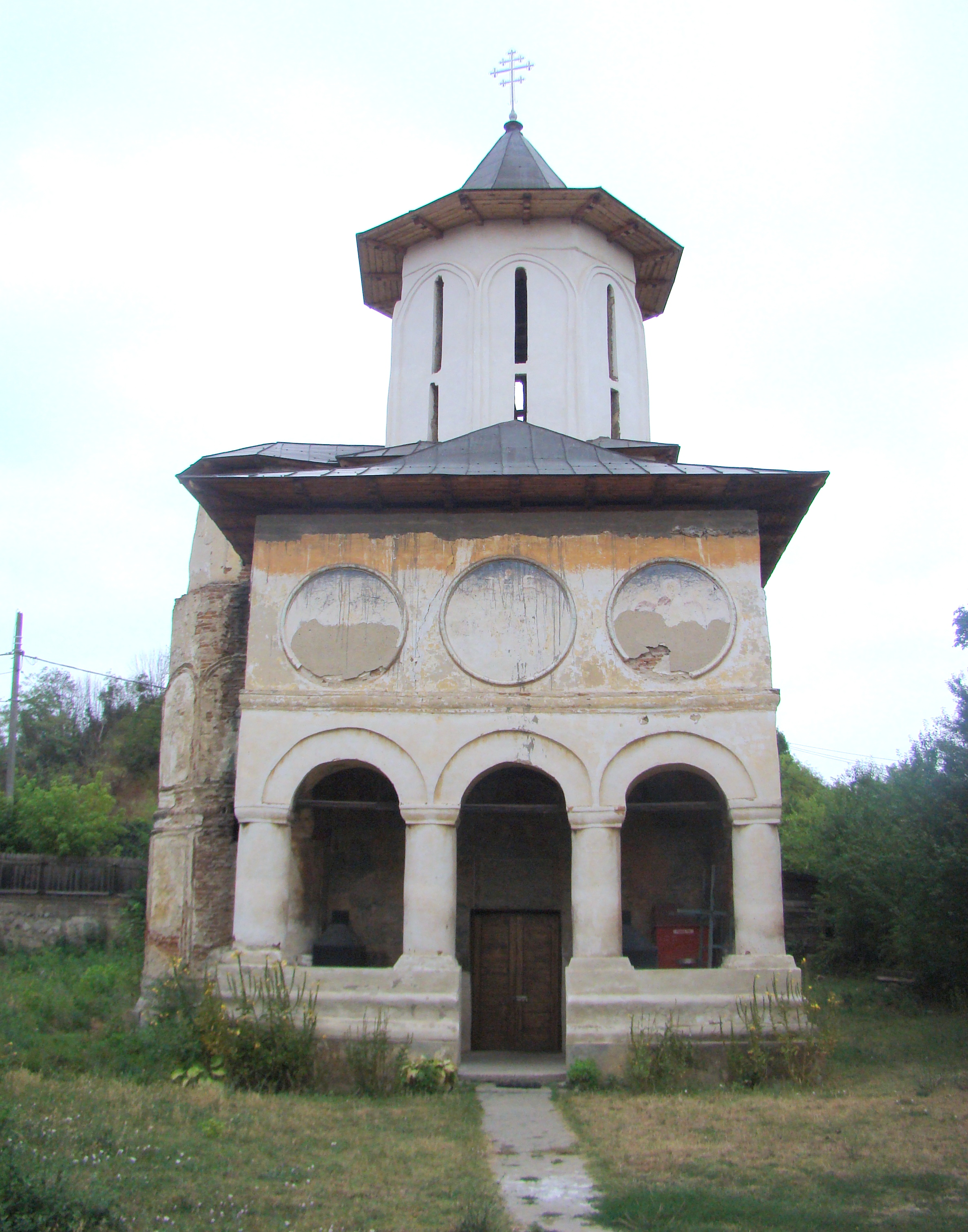
Biserica „Sfântul Ioan Botezătorul” (monument istoric)
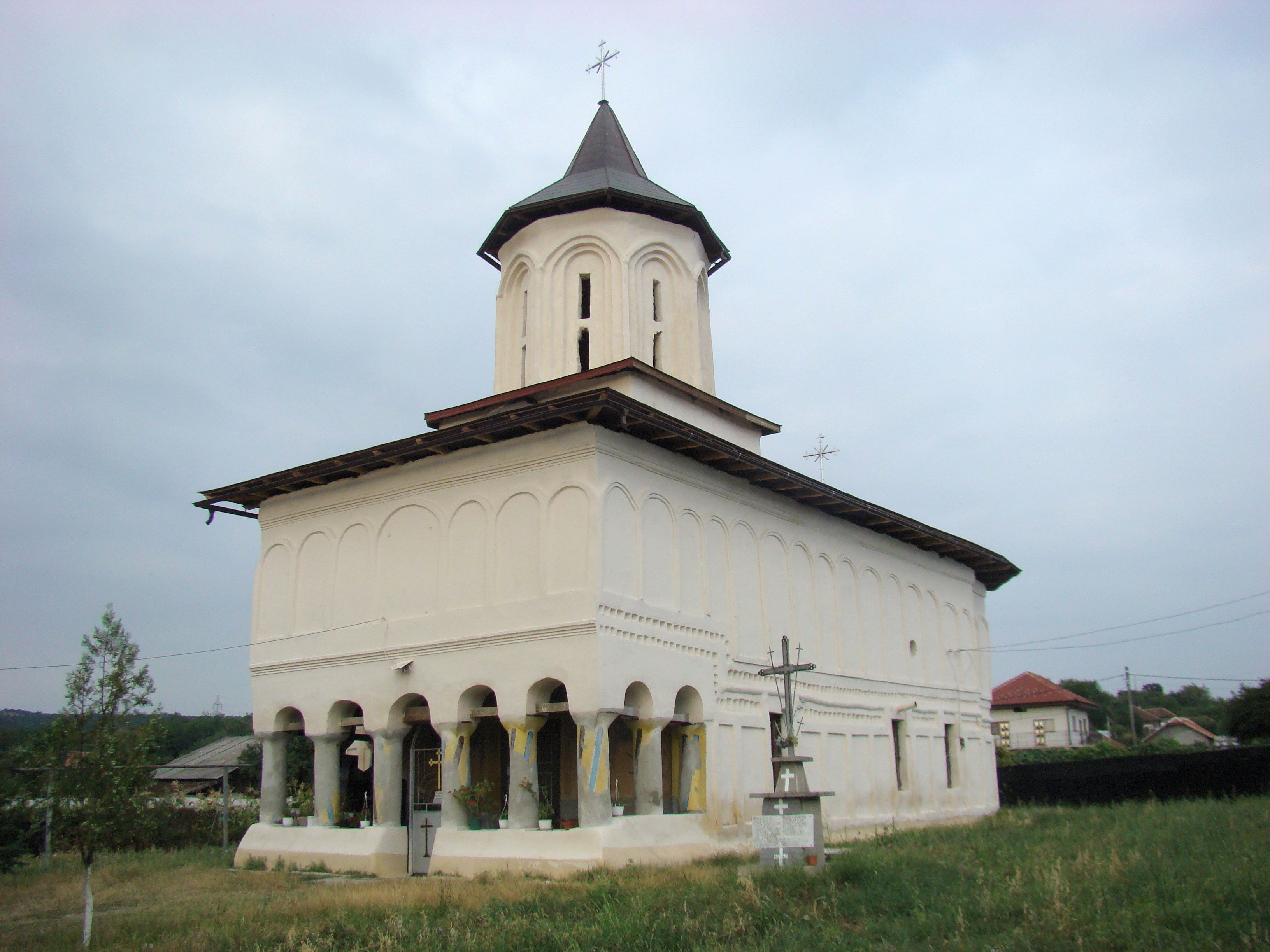
Biserica „Adormirea Maicii Domnului și Sf. Dumitru” (monument istoric)